# Szemlak
Szemlak (románul Semlac) falu Romániában Arad megyében.

## Fekvése
Aradtól 25 km-re nyugatra fekszik a Maros jobb partján.

## Nevének eredete
Neve személynévi eredetű, ugyanis területét Szemlek mester kapta 1325 körül Károly Róbert királytól.

## Története
1326-ban említik először. 1552-ben a török feldúlta, de később fennmaradt a hódoltság alatt is. 1910-ben 5676 lakosából 2475 román, 1899 német, 601 magyar, 278 szlovák és 272 ruszin volt. A trianoni békeszerződésig Arad vármegye Magyarpécskai járásához tartozott. 1992-ben 3787 lakosából 2947 román, 286 német, 233 cigány, 181 magyar és 140 egyéb volt.
A falu mellett délre a Maros-parton feküdt a középkori Diós falu, melynek nyoma nem maradt. A Marostól északra volt Látrány falu, mely 1333-ban egyházas hely volt, 1596-ban pusztult el és a telepítési próbálkozások ellenére a 18. század elejére végleg elnéptelenedett.

## Itt született
- Alexandru Fîntînaru ügyvéd, a Szoboszlay Aladár vezette mozgalom résztvevője.
- Helmut Duckadam labdarúgó
- Otmar Szafnauer az BWT Alpine F1 Team csapatvezetője.

## Testvérvárosa
- Mezőkovácsháza, Magyarország (1998)